# 이소영 (정치인)
이소영(李素永, 1985년 3월 30일~)은 대한민국의 정치인으로 제21·22대 국회의원이다.

## 학력
- 1997년: 덕성초등학교 졸업
- 2000년: 서해중학교 졸업
- 2003년: 백영고등학교 졸업
- 2010년: 성균관대학교 법과대학 법학 학사
- 2018년: 서울대학교 대학원 법학 석사과정 수료

## 경력
- 2009년: 제51회 사법시험 합격
- 2012년: 제41기 사법연수원 수료
- 2012년~2016년: 김앤장 법률사무소 변호사
- 2016년: 에너지기후정책연구소 감사
- 2017년~2020년: 기후솔루션 부대표
- 2017년~2020년: 한국환경법학회 연구이사
- 2018년: 환경부 환경오염피해소송지원변호인단
- 2018년: 산업통상자원부 제3차 에너지기본계획 수립을 위한 민관 에너지정책 워킹그룹 위원
- 2018년~2020년: 서울지방변호사회 환경보전특별위원회 위원
- 2019년~2020년: 대통령직속 국가기후환경회의 저감위원회 간사위원
- 2019년~2020년: 대통령직속 녹색성장위원회 민간위원
- 2020년 2월~2020년 4월: 제21대 국회의원 선거 더불어민주당 대한민국미래준비선거대책위원회 미래선거대책위원회 그린뉴딜위원회 위원장
- 2020년 3월~2020년 4월: 더불어민주당 부대변인
- 2020년 4월 15일: 대한민국 제21대 국회의원 선거 당선(경기 의왕시·과천시, 더불어민주당, 초선)
- 2020년 5월~: 더불어민주당 경기도당 의왕시·과천시 지역위원회 위원장
- 2020년 5월~2021년 4월: 더불어민주당 원내부대표
- 2020년 9월: 더불어민주당 미래전환 K-뉴딜위원회 그린뉴딜분과 간사
- 2021년 1월: 더불어민주당 중앙당 선거관리위원회 위원
- 2021년 5월~2022년 8월: 더불어민주당 대변인
- 2021년 6월: 제20대 대통령 선거 더불어민주당 대선경선기획단 대변인
- 2022년 3월~2022년 8월: 더불어민주당 비상대책위원
- 2022년 9월~2024년 8월: 더불어민주당 경기도당 부위원장
- 2023년 5월~2023년 9월: 더불어민주당 원내대변인
- 2024년 3월~2024년 4월: 제22대 국회의원 선거 더불어민주당 공동선거대책위원장
- 2024년 4월 10일: 대한민국 제22대 국회의원 선거 당선(경기 의왕시·과천시, 더불어민주당, 재선)

### 의정 활동
- 2020년 5월 30일~2024년 5월 29일: 제21대 국회의원(경기 의왕시·과천시, 더불어민주당, 초선)
  - 2020년 6월~2021년 8월: 제21대 국회 전반기 산업통상자원중소벤처기업위원회 위원
  - 2020년 7월~2021년 4월: 제21대 국회 전반기 운영위원회 위원
  - 2020년 8월~2020년 9월: 제21대 국회 대법관(이흥구) 임명동의에 관한 인사청문특별위원회 위원
  - 2021년 3월~2021년 5월: 제21대 국회 전반기 예산결산특별위원회 위원
  - 2021년 3월~2021년 5월: 제21대 국회 전반기 예산결산특별위원회 2021년도 제1회 추경예산안등조정소위원회 위원
  - 2021년 8월~2021년 8월: 제21대 국회 전반기 환경노동위원회 위원
  - 2021년 8월~2022년 5월: 제21대 국회 전반기 산업통상자원중소벤처기업위원회 위원
  - 2022년 7월~2022년 8월: 제21대 국회 후반기 여성가족위원회 간사
  - 2022년 7월~2023년 12월: 제21대 국회 후반기 국토교통위원회 위원
  - 2022년 8월~2023년 6월: 제21대 국회 후반기 여성가족위원회 위원
  - 2023년 2월~2024년 5월: 제21대 국회 기후위기 특별위원회 위원
  - 2023년 6월~2024년 5월: 제21대 국회 후반기 예산결산특별위원회 위원
  - 2023년 12월~2024년 5월: 제21대 국회 후반기 과학기술정보방송통신위원회 위원
- 2024년 5월 30일~: 제22대 국회의원(경기 의왕시·과천시, 더불어민주당, 재선)
  - 2024년 6월~2025년 6월: 제22대 국회 전반기 국토교통위원회 위원
  - 2024년 6월~2025년 7월: 제22대 국회 전반기 국회운영위원회 위원
  - 2025년 3월~2025년 8월: 제22대 국회 기후위기 특별위원회 간사
  - 2025년 6월~: 제22대 국회 전반기 예산결산특별위원회 간사
  - 2025년 6월~2025년 8월: 제22대 국회 전반기 보건복지위원회 위원
  - 2025년 8월~: 제22대 국회 전반기 기획재정위원회 위원
  - 2025년 8월~: 제22대 국회 기후위기 특별위원회 위원

## 역대 선거 결과
|  | 43.38% |

|  | 54.37% |

## 소속 정당
| 소속 정당 | 소속 정당    | 소속 기간 | 비고      |
| --------- | ------------ | --------- | --------- |
|           | 더불어민주당 | 2020~현재 | 정계 입문 |

## 같이 보기
- 과천시의 국회의원
- 의왕시·과천시
- 의왕시의 국회의원